# 安平大牛
安平大牛，是台灣民間傳說中出現在台南安平的異獸，不僅身形巨大、身體怪異，還有特殊的能力。

## 外表
安平大牛高可達五、六尺（約1.5到1.8公尺），面容就跟豬一樣、雙耳寬大且有編竹覆蓋、嘴中還有尖牙，雖然皮膚跟正常的牛一樣粗糙，但卻有水獺般的毛皮，腳則像是烏龜等爬蟲類的爪子。
此外，據說牠也有在能水面上飛行的能力。

## 現身案例
安平大牛首先出現在1712年（康熙51年）7月時，造成當地居民的恐慌，有人連忙用木棍攻擊或用繩索捕捉，但木棍一打在牠的身上就碎了，也沒能抓到，怪牛最後跑到海邊，用後腳直立起身，大喊三次後死亡，沒人知道牠的來歷。
另外，在1721年（康熙60年）3月時，怪牛又出現在台南，牠跳進河中，一路游到海口出海，最後消失無蹤，因為在那之後不久隨即發生朱一貴事件，因此有人認為牠是戰亂的前兆。

### 類似案例
據說在1923年（大正12年）7月時，有隻怪牛出現在今台東地區的南鄉何家莊，牠的樣子跟當地養的牛隻都不一樣，皮還硬的連長劍都傷不了，在當時引來幾百名當地民眾聚集在河邊圍觀，稱呼牠為「龍王大將」，而沒過多久，怪牛又潛入了水中消失不見。